# Carry You Home
«Carry You Home» (en español: «Llevarte a casa») es una canción interpretada por la cantante sueca Zara Larsson e incluida su primer álbum de estudio, 1 (2014). Compuesta y producida por Elof Loelv. El sencillo fue lanzado digitalmente el 12 de mayo de 2014. El sencillo, ha alcanzado el puesto número 3 en Suecia, y fue certificado doble platino por el mismo.

## Vídeo musical
El vídeo comienza con Larsson en el desierto y detrás de ella una casa. Luego se la observa caminando en un pueblo cercano. Y por otra parte se la ve asistir a una competencia de motocross. El videoclip fue lanzado el 13 de mayo de 2014 y fue dirigido por Emil Nava.

## Lista de canciones
| Descarga digital |                                 |          |  |
| N.º              | Título                          | Duración |  |
| 1.               | «Carry You Home»                | 4:13     |  |
| 2.               | «Carry You Home (Instrumental)» | 4:13     |  |

## Posicionamiento en las listas

### Semanales
«Carry You Home» debutó en el número 5, alcanzando el puesto número 3, cuatro semanas después. Se mantuvo en el top 50 durante 22 semanas.
| República Checa | Singles Digitál Top 100 | 56 |
| Eslovaquia      | Singles Digitál Top 100 | 58 |
| Suecia          | Sverigetopplistan       | 3  |

### Fin de año
| Suecia | Sverigetopplistan | 48 |

## Certificaciones
| País   | Organismo certificador | Certificación | Ventas certificadas | Simbolización | Ref.  |
| ------ | ---------------------- | ------------- | ------------------- | ------------- | ----- |
| Suecia | GLF                    | 2× Platino    | 80 000              | ▲             | [ 1 ] |

## Historial de lanzamientos
| País   | Fecha              | Formato          | Discográfica | Ref.  |
| ------ | ------------------ | ---------------- | ------------ | ----- |
| Suecia | 12 de mayo de 2014 | Descarga digital | TEN          | [ 9 ] |